# 哈利波特：火盃的考驗 (電影)
《哈利·波特与火焰杯》（英語：Harry Potter and the Goblet of Fire）是哈利波特電影系列的第四集，由迈克尔·尼维尔导演，於2005年11月18日上映。这部电影长度为157分钟，比系列电影的第二部短3分钟。在美国，这部电影被评为PG-13级别，在英国和爱尔兰是12A级别，在澳大利亚是M15级别，在台灣是保護級。上映三天后，北美票房总额达到1.03亿美元，為《哈利·波特》系列电影中最高的首映记录。

## 故事大纲
可参见或本条目“电影改编”一节
电影开始的画面是一条恐怖巨大的蛇（佛地魔的宠物）缓慢地匍匐在一个荒凉的墓地和荒凉的庄园（里德尔府）中。管理人员法蘭克·布萊斯发现了里德尔房间中有光芒出现，他认定有人闯入了庄园，便进入了房屋，登上楼梯。他听到楼上中有三个人谈话，他走到更近的地方，画面中出现了虫尾和一个陌生人（从后面得知他是小巴堤·柯羅奇），他们正在和伏地魔（没有显现）谈话。那条蛇爬过管理员到达楼上，用爬說语和伏地魔说一个“麻瓜”管理者正在楼梯上，伏地魔命蟲尾用索命咒“啊哇呾喀呾啦”杀掉了管理者。
时空转换，哈利·波特在榮恩·衛斯理的家中，從夢中驚醒，赫敏·格兰杰来向他问好。韦斯莱家（韦斯莱先生、罗恩、金妮、弗雷德、乔治）、哈利、赫敏与迪哥里父子（阿莫斯·迪戈里和儿子塞德里克·迪戈里）在拂晓之时就来到了魁地奇世界杯比赛地。他们是通过触摸一个被设置成门钥匙（可以实现瞬间传送的魔法物品）来到比赛地点旁边的荒野上的。來自各國的球迷盛裝出席（比如说可以看到一面意大利旗帜，还有身穿部落服装的非洲人。）而比赛场地是一个巨大的球场。这一段非常简短，只能看到两队（爱尔兰和保加利亚）入场介绍，最明显的球星是保加利亚队找球手維克多·喀浪，一出場現場就歡騰無比。
世界盃过后宿营地出现一阵骚乱，戴着面具的食死徒出现，点燃了帐篷，在一陣仓皇之中，哈利与朋友们分开並跌撞在地上，昏過去了。过一阵宿营地烧光了的时候，小巴蒂·克劳奇来了，并且在漆黑的夜晚中释放了黑魔标记，哈利醒来之后看到他时他逃跑了。罗恩、赫敏找到哈利时，魔法部工作人员来了，他們以為哈利是犯人，后来韦斯莱先生趕來說明情況解開誤會。下個場景哈利和朋友们搭乘霍格華茲特快上前往学校，哈利在買零食車上的點心初遇張秋，並對她有好感。
当大家来到城堡，阿不思·邓布利多校长宣布，三巫鬥法大賽要在霍格沃茨举办，这是一个由欧洲三所学校聯合舉辦的传统赛事，每校選出一名代表参与比赛，選出冠军，获得荣誉。邓布利多介绍两个来访的学校：波巴洞魔法學校（电影中是女校），优雅的校长马克西姆夫人和花兒·戴樂古领头的漂亮女孩把周圍的男生迷得神魂顛倒；德姆蘭魔法學校（电影中像是一所军校），校长依果·卡卡夫和维克多‧喀浪最先登场（这令罗恩非常兴奋，他是喀浪的球迷）。隨后火盃出现，邓布利多說明規則並附註只有年滿17歲學生才能參加比賽。
哈利和朋友们在瘋眼穆敵执教的黑魔法防御术科目中学到了关于不赦咒的知识。幾天后火焰盃陸續选出三位学生代表：维克多‧喀浪（德姆蘭）、花兒‧戴樂古（波巴洞）、西追·迪哥里（霍格沃茨），当人们认为火焰杯已经结束选择时，却又再选出一名选手，竟然是年僅14歲的哈利·波特，这引起一阵骚动。但是，按照规则，被火焰盃選出的人選必須參賽，哈利因此成為三巫鬥法大賽的第四位參賽者。
圣诞晚会上，哈利、榮恩、妙麗分别提出或接受异性的邀请，与舞伴一起参加晚会。最令人意外的是，邀請妙麗參加舞會的是维克多‧喀浪。
第一个比赛项目是从龙的看管下取一只包含下一个任务线索的金蛋。他們分別選出即將要對付的龍：西追抽到瑞典短鼻龍、花兒抽到威爾士綠龍，喀浪抽到中國火球龍，而哈利要對付的是兇暴的匈牙利树蜂。
在一場艱辛奮鬥後，哈利成功得到金蛋，金蛋中的人魚歌聲线索指引，第二个任务是从禁湖地下救出最重要的朋友。哈利需要救罗恩，喀浪需要救妙麗，西追需要救張秋，而花兒則是妹妹佳兒·戴樂古。后来哈利不仅救了罗恩还救了佳兒，尽管是最后一个完成任务的，但是他因为奮不顧身的精神被奖励为第二名（书中是第一名）。
第二个任务之后，哈利在森林里发现了巴堤·柯羅奇的尸体，之後他到校長室时听到了邓布利多和魔法部部长康奈利·福吉的谈话。谈话结束后，邓布利多让哈利在办公室中等待。哈利无意间发现了冥想盆，他看到了邓布利多的回忆：伊果·卡卡夫因为忠于伏地魔在魔法部受审而後供出小巴蒂·克劳奇曾參與綁架及虐待隆巴頓夫婦。
第三个也是最后一个项目是在迷宫中寻找奖杯。塞德里克和哈利共同先于别人到达了奖杯处，他们决定共同触摸奖杯。奖杯本应把他们带到迷宫入口处，但却把他们带到了里德尔府，虫尾杀了想反抗的塞德里克，伏地魔借助父親屍骨、一個忠心僕人的肢體（蟲尾剁了自己的一隻手）和哈利的血液而得到复活，他召唤了所有食死徒，哈利看到卢修斯·马尔福也是其中之一。伏地魔強制要哈利與他對戰並想杀掉他，但不僅徒勞無功，過程中雙方魔杖還出現奇特反應，哈利意外地释放了一个咒语（呼呼，前咒現），所有被伏地魔杀掉的人的灵魂都显现出来，哈利也在這時见到父母（也曾被伏地魔杀死）和得到其幫助，最后他趁此机会带着塞德里克尸体触摸奖杯，回到霍格沃茨。
觀賽人群被塞德里克的尸体震惊了，悲傷萬分的哈利被疯眼汉穆迪強行带回城堡。在一些對話之後細心的哈利發現穆迪知道很多自己經歷的事情，甚至哈利沒有告訴他的事情，教授居然也知道。終於在關鍵時刻，鄧布利多、石內卜、麥奈米娃三位教授趕到救下了哈利。原來疯眼汉穆迪是小巴蒂·克劳奇喝下變身水而變形的，真正的穆迪教授被鎖在了一個箱子裡。他策划了这场“哈利卷入比赛获得冠军，到达伏地魔处使其复活”的阴谋。

## 演員
| 配音                  | 配音     | 配音                | 配音                      | 角色                                         |
| 演員                  | 台灣配音 | 香港配音            | 大陸配音                  | 角色                                         |
| --------------------- | -------- | ------------------- | ------------------------- | -------------------------------------------- |
| 丹尼尔·拉德克利夫     | 樓晉揚   | 張裕東              | 吴磊                      | 哈利·波特（Harry Potter）                    |
| 魯伯特·葛林           | 張宇豪   | 陳祖兒              | 沈达威                    | 榮恩·衛斯理（Ron Weasley）                   |
| 艾瑪·華森             | 楊小黎   | 林寶怡              | 黄莺                      | 妙麗·格蘭傑（Hermione Granger）              |
| 羅比·科特瑞恩         | 乾德門   | 周偉強              | 程玉珠                    | 魯霸·海格（Rubeus Hagrid）                   |
| 雷夫·范恩斯           | 李香生   | 周志輝              | 王肖兵                    | 伏地魔（Lord Voldemort）                     |
| 邁可·坎邦             | 孫中台   | 甄錦華              | 乔榛                      | 阿不思·鄧不利多（Albus Dumbledore）          |
| 布蘭頓·葛利森         | 徐健春   | 高翰文              |                           | 瘋眼穆敵（Alastor "Mad-Eye" Moody）          |
| 傑森·艾塞克           | 陳幼文   | 潘文柏              | 任伟                      | 卢修斯·马尔福（Lucius Malfoy）               |
| 加里·奧德曼           | 吳文民   | 龍天生              | 张欣                      | 天狼星·布萊克（Sirius Black）                |
| 米兰达·理查森         | 杜素真   |                     |                           | 丽塔·斯基特（Rita Skeeter）                  |
| 艾倫·瑞克曼           | 陳旭昇   | 龔國強              | 刘风                      | 賽佛勒斯·石內卜（Severus Snape）             |
| 瑪姬·史密芙           | 崔幗夫   | 謝月美              | 丁建华                    | 米奈娃·麥（Minerva McGonagall）              |
| 蒂莫西·斯波           | 佟紹宗   |                     | 刘风                      | 彼得·佩迪魯（Peter Pettigrew）               |
| 法蘭西斯·迪·拉托兒    | 陳美貞   |                     | 王建新                    | 歐琳·美心（Olympe Maxime）                   |
| 梁佩诗                | 薛晴     | 梁佩诗              | 詹佳                      | 張秋（Cho Chang）                            |
| 克蕾曼絲·波西         | 傅其慧   | 郭碧珍              | 曾丹                      | 花兒·戴樂古（Fleur Delacour）                |
| 羅伯·派汀森           |          | 陳仕文              | 桂楠                      | 西追·迪哥里（Cedric Diggory）                |
| 史丹尼斯夫·蘭尼威斯基 | 梁興昌   |                     | 翟巍                      | 威克多尔·克鲁姆（Viktor Krum）               |
| 羅傑·洛德派克         | 陳宗岳   | 高翰文              | 程玉珠                    | 巴提·柯羅奇（Barty Crouch Sr.）              |
| 大衛·田納特           |          |                     |                           | 小巴堤·柯羅奇（Barty Crouch Jr.）            |
| 馬克·威廉斯           | 陳進益   | 李建良              | 余冠廷                    | 亞瑟·衛斯理（Arthur Weasley）                |
| 邦妮·赖特             | 薛晴     | 黃紫嫻              | 詹佳                      | 金妮·衛斯理（Ginny Weasley）                 |
| 詹士和奧利弗·菲力普斯 | 于正昇   | 陳旭恆（弗雷&喬治） | 海帆（弗雷） 翟巍（喬治） | 弗雷和喬治·衛斯理（Fred and George Weasley） |
| 馬修·路易斯           | 林美秀   |                     | 狄菲菲                    | 纳威·隆巴顿（Neville Longbottom）            |
| 汤姆·费尔顿           | 楊英立   | 陳祖兒              | 翟巍                      | 德拉科·马尔福（Draco Malfoy）                |
| 舍法利·喬杜里         | 雷碧文   |                     | 詹佳                      | 芭蒂·巴提（Parvati Patil）                   |
| 阿珊·阿札德           | 林美秀   |                     | 詹佳                      | 纳威·隆巴顿（Neville Longbottom）            |
| 雪莉·漢德森           | 謝佼娟   | 譚美瓊              | 叶露                      | 愛哭鬼麥朵（Moaning Myrtle）                 |

## 场景
这部电影主要是在华纳兄弟利维斯登工作室拍摄。
其他场景主要有：
- 英格兰赫特福德郡阿什里奇莊園（英语：Ashridge）
- 英格兰白金汉郡韋克瑟姆（英语：Wexham）布萊克公園（英语：Black Park）
- 英格兰牛津郡寬街博德利圖書館及牛津神學院（英语：Divinity School, Oxford）
- 英格兰东萨塞克斯郡伊斯特本比奇角
- 英格兰牛津郡霍利韋爾街（英语：Holywell Street, Oxford）新學院
- 英格兰舒梨郡維吉尼亞沃特（英语：Virginia Water）
- 苏格兰高地行政區威廉堡格倫菲南高架橋（霍格沃茨特快）
- 苏格兰斯蒂爾瀑布（英语：Steall Waterfall）

## 电影音乐
这部电影的音乐是帕特里克·道尔1制作的。
音轨列表：
| 1 The Story Continues 2 Frank Dies 3 The Quidditch World Cup 4 The Dark Mark 5 Foreign Visitors Arrive 6 The Goblet Of Fire 7 Rita Skeeter 8 Sirius Fires 9 Harry Sees Dragons 10 Golden Egg 11 Neville's Waltz 12 Harry in Winter | 13 Potter Waltz 14 Underwater Secrets 15 The Black Lake 16 Hogwart's March 17 The Maze 18 Voldemort 19 Death of Cedric 20 Another Year Ends 21 Hogwart's Hymn 22 Do The Hippogriff 23 This Is The Night 24 Magic Works |

^  注解1：哈利波特主旋律由约翰·威廉斯完成。22—24音轨不是帕特里克·道尔制作的。

## 與原著相異之處
- 在電影開頭是大蛇出現往前竄行，接著管理員法蘭克抬頭看到瑞斗家有燈光懷疑有人闖入而開始往後的劇情內容；在小說裡，一開始為旁白描述湯姆·瑞斗父系家庭房屋過去發生的故事。
- 在電影裡，魚鰓草是假穆迪給奈威看了草藥書後，使奈威主動給哈利的；在小說裡則是多比聽到假穆迪刻意大聲談話而偷拿給哈利的。(由於本集小說裡的重要角色小精靈多比與眨眨在電影中全部被刪除)
- 在電影裡，弗雷和喬治將紙條丟入火盃後且長出鬍子後，開始互相拉扯鬍子；在小說裡兩人則在嘗試穿越鄧不利多的年齡界線就被彈開，並且長出鬍子後是互相大笑。
- 在電影裡，芭蒂跟哈利跳完舞後，便與一位德姆蘭的男子跳舞；在小說裡，則是跟波巴洞的男子跳舞。（小說中的波巴洞是男女合校。）
- 由于分级考虑，恐怖的蜘蛛等场景没有展现。
- 华纳兄弟公司曾经发布过这样一个剧照，哈利站在伏地魔爸爸的墓碑前，那上面写着伏地魔的爸爸叫作“汤姆·马沃罗·里德尔”(Tom Marvolo Riddle)，然而根据，伏地魔的外公名字是马沃罗，而他的麻瓜父亲不应该有这个中间名，实际上这个中间名是指属于伏地魔的。此外伏地魔出生于1926年，墓碑上刻着他爸爸出生于1915年，这也有些问题。不过在电影中，这些都已经被更改了。
- 魁地奇世界盃的比賽情節被略去。
- 疯眼汉穆迪在“無尾鞭蠍”（Amblypygid）身上演示咒语，书中是蜘蛛。
- 赫敏在哈利发现克劳奇的屍體之前唱的歌是霍格沃茨校歌。
- 派西的克劳奇助理、赫敏的解放小精靈陣線、記者對哈利性格的抹黑報導等情節被刪去。
- 墓地场景中墓碑上的名字全部是电影工作人员的，这为了避免一些可能侵权的情况。
- 哈利在中盤在禁林遇上巴迪·克劳奇變回正常的樣子，書中寫巴迪·克劳奇失蹤，電影改為已被殺掉，鄧不利多及魔法部也知道巴迪·克劳奇的死訊。
- 哈利在儲思盆看的巴迪·克劳奇審訊的情況，電影是指卡卡洛夫指證小巴迪·克劳奇而引致行跡敗露，當場發難。但書中小巴迪·克劳奇早已被捕，而且其母親也登場。
- 電影中哈利向鄧不利多透露他在夢中的情況以及小巴迪·克劳奇仍在服侍佛地魔，書中哈利沒有說，而且鄧不利多說明小巴迪·克劳奇已經死去，眾人直至佛地魔復活後才知道小巴迪·克劳奇仍然在世。
- 在佛地魔復活的儀式中，書中形容「類似嬰兒的物體」的東西，沒有指明是甚麼，電影中表明了是佛地魔的身體。
- 鄧不利多在電影中多次顯示不耐煩及憤怒。
- 鄧不利多制服小巴迪·克劳奇以後，電影顯示立即給小巴迪·克劳奇服用吐真劑。但書中描寫石內卜受鄧不利多指示去拿吐真劑，相隔一段時間。
- 小巴迪·克劳奇的結局方面，書中表示催狂魔吸走他的靈魂，但電影中略去了。
- 最初的电影预告海报上面有一条标语“Difficult times lie ahead Harry”，这在英语中有文法错误。后来这句话被改成“Difficult times lie ahead, Harry”

## 商业成功
首映第一天，这部电影的北美票房就达到了四千万美元。而根據這部電影在中國大陸的發行商中影集团表示，《哈利·波特与火焰杯》在中国上映10天（截至11月27日）总票房为6656万元人民币，这其中北京票房总额达到1000万元，着相当高。可见这部电影的商业运作很成功。
電影刷新了《哈利波特》系列上映首周末的紀錄，以及英國及美國的非上映周末紀錄。電影在全球總賺得896,000,000美元，成為《哈利波特》系列最賣座的第二位。